# New Bedford (Pensilvania)
New Bedford es un lugar designado por el censo ubicado en el condado de Lawrence en el estado estadounidense de Pensilvania. En el Censo de 2010 tenía una población de 925 habitantes y una densidad poblacional de 225,4 personas por km².

## Geografía
New Bedford se encuentra ubicado en las coordenadas 41°5′21″N 80°29′35″O / 41.08917, -80.49306. Según la Oficina del Censo de los Estados Unidos, New Bedford tiene una superficie total de 6.6 km², de la cual 6.6 km² corresponden a tierra firme y (0%) 0 km² es agua.

## Demografía
Según el censo de 2010, había 925 personas residiendo en New Bedford. La densidad de población era de 225,4 hab./km². De los 925 habitantes, New Bedford estaba compuesto por el 99.03% blancos, el 0.43% eran afroamericanos, el 0% eran amerindios, el 0.11% eran asiáticos, el 0% eran isleños del Pacífico, el 0% eran de otras razas y el 0.43% pertenecían a dos o más razas. Del total de la población el 0.97% eran hispanos o latinos de cualquier raza.